# Винтенко, Борис Михайлович
Бори́с Миха́йлович Винте́нко (укр. Борис Михайлович Вінтенко; 25 июля 1927, Обозновка, Зиновьевский округ — 15 октября 2002, Кировоград) — заслуженный художник Украины (1993), член Союза художников СССР (1973).
В 1930 семья Винтенко переехала в Зиновьевск.
Окончил Одесское художественное училище им. М. Б. Грекова (1948), где его преподавателями были Е. О. Буковецкий, Т. Б. Фраерман, М. А. Павлюк.
По возвращении в Кировоград три года работал руководителем художественного кружка областного Дворца Пионеров (1948—1951).
С 1951 до 1963 работал художником Кировоградского общества художников.
С 1963 до 1987 работал живописцем Кировоградских художественно-производственных мастерских Кировоградского художественного фонда УССР и Кировоградского художественно-производственного комбината Союза художников Украины.
С 1969 — участник многих всесоюзных и республиканских художественных выставок. Персональные выставки проходили в Кировограде (1967, 1972, 1974, 1992, 1998).
Работал в творческих группах Республиканского дома творчества «Седнев».
Основное направление творчества — образ степной Украины. Автор пейзажей. В течение многих лет работал над темой истории Украины.
Пейзажные композиции характеризуются многоплановостью и пространственностью.
Борис Винтенко был большим сторонником импрессионизма, со временем изобрел собственную манеру «мерцающей» живописи. Это пейзажи в серебристо-мерцающей манере с широкими горизонтами, высокими тополями и ивами, радугами над водой, степями, полями, казацкими могилами.
Работы хранятся в Кировоградском областном художественном музее и многих частных коллекциях разных стран.